# Fabula togata

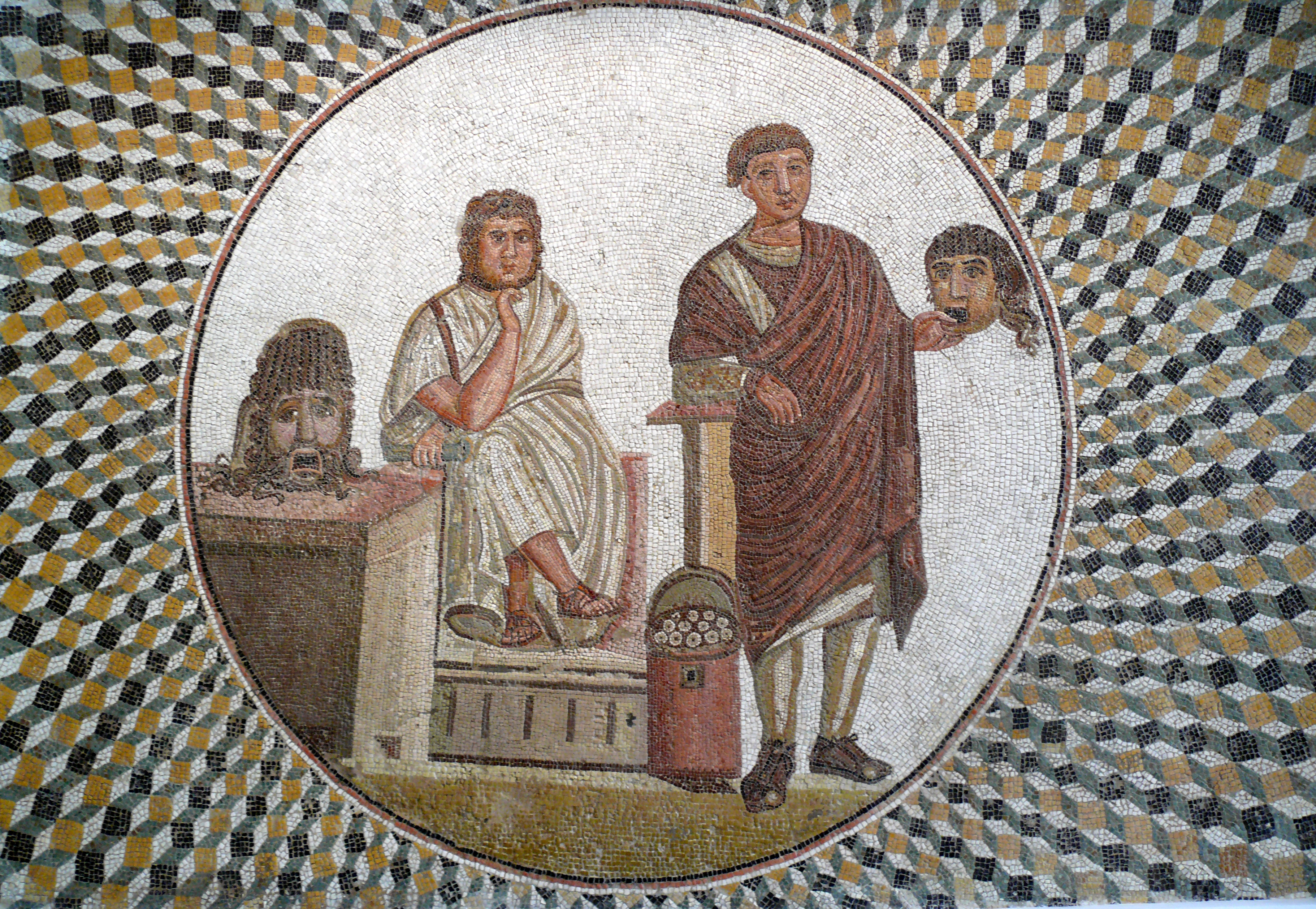
Postacie fabula togata: autor z tekstem sztuki w ręku (z lewej) i aktor z maską, w typowym stroju scenicznym (rzymska mozaika z Suzy)

Fabula togata – sceniczny gatunek komedii rzymskiej powstały w II wieku p.n.e., o treści sztuk odwołujących się do tematyki rodzimej.
Początki dostrzegalne są już w twórczości Newiusza, który latynizując treść swych utworów (np. Ariolus), nadawał im obok greckich tytuły łacińskie. Od dominującej dotąd fabula palliata, czerpiącej z tematyki greckiej, różniła się (oprócz wprowadzenia scenerii i motywów czysto rzymskich) także ubiorem aktorów noszących rzymską togę zamiast greckiego palium. W fabule tych utworów (zgodnie z obyczajami rzymskimi) niewolnicy nie mogli przeważać nad swymi panami (zrezygnowano np. z greckiego typu postaci „bezczelnego niewolnika”), za to większe znaczenie w niej odgrywały kobiety, często będące bohaterkami tytułowymi, o umiejętnie nakreślonych charakterach (zwłaszcza u Kwinkcjusza Atty). Treść komedii satyrycznie ukazywała postacie i życie codzienne rzemieślników w italskich miasteczkach, dlatego odmianę tę nazywano również fabula tabernaria (od taberna – sklepik). 
Przedstawicielami tego gatunku, z którego utworów zachowały się niewielkie fragmenty i tytuły, byli Titiniusz, Afraniusz, Kwinkcjusz Atta.